# Mellempolde
Mellempolde är öar i Danmark. De ligger i Region Mittjylland, i den norra delen av landet. På Mellempolde förekommer gräs- och sumpmarker.